# بريان كلارك (مصارع محترف)
بريان كلارك (بالإنجليزية: Bryan Clark)‏ هو مصارع محترف أمريكي، ولد في 14 مارس 1964 في تالاهاسي في الولايات المتحدة.

## وصلات خارجية
- بريان كلارك على موقع دبليو دبليو إي (الإنجليزية)
- بريان كلارك على موقع WrestlingData.com (الإنجليزية)
- بريان كلارك على موقع CageMatch worker (الإنجليزية)
- بريان كلارك على موقع قاعدة بيانات المصارعة على الإنترنت (الإنجليزية)
- بريان كلارك على موقع عالم المصارعة على الإنترنت (الإنجليزية)
- بريان كلارك على موقع IMDb (الإنجليزية)
- بريان كلارك على موقع قاعدة بيانات الفيلم (الإنجليزية)